# Wolfgang Piecha
Wolfgang Piecha ist ein deutscher Diplomat und war von 2013 bis 2016 Botschafter in Dschibuti.

## Leben
Piecha begann nach dem Abitur in Warstein 1969 ein Studium der Geschichtswissenschaft und Philologie an der Philipps-Universität Marburg, der Freien Universität Berlin sowie der Westfälischen Wilhelms-Universität, das er 1975 mit dem StaatsexamenErsten Staatsexamen in Münster abschloss.
Im Anschluss absolvierte er zwischen 1977 und 1979 als Attaché den Vorbereitungsdienst für den höheren Auswärtigen Dienst und war nach einer kurzen Verwendung in der Zentrale des Auswärtigen Amtes in Bonn zwischen 1979 und 1982 Mitarbeiter des Konsulats in Istanbul sowie im Anschluss von 1982 bis 1985 der Botschaft in Quito.
Im Anschluss war Piecha von 1985 bis 1989 als Referent wieder im Auswärtigen Amt tätig sowie danach zwischen 1989 und 1992 als stellvertretender Leiter des Generalkonsulats in Rio de Janeiro, ehe er zwischen 1992 und 1997 stellvertretender Leiter eines Referats im Auswärtigen Amt war. Nachdem er von 1997 bis 2000 Ständiger Vertreter des Botschafters in Singapur war, fungierte er von 2000 bis 2001 erst als Legationsrat und daraufhin von 2001 bis 2004 als Referatsleiter im Auswärtigen Amt.
Danach fungierte er zwischen 2004 und 2007 als Ständiger Vertreter des Botschafters in Indonesien sowie von 2007 bis 2010 erneut als Referatsleiter im Auswärtigen Amt, ehe er zwischen 2010 und 2013 Ständiger Vertreter des Botschafters in Mexiko war.
Am 10. Oktober 2013 wurde Piecha schließlich Botschafter in Dschibuti und damit Nachfolger von Dietmar Bock, der wiederum Generalkonsul in Recife wurde.